# Mariana Lekyová
Mariana Leky (* 12. února 1973 Kolín nad Rýnem) je německá spisovatelka, autorka románu Was man von hier aus sehen kann (Co je odtud vidět), který se na přelomu let 2017/18 dlouho držel na žebříčku bestsellerů časopisu Der Spiegel.

## Životopis
Vyučila se knihkupkyní, od roku 1993 studovala germanistiku a empirickou kulturologii v Tübingenu. Mezi lety 1994 až 1996 navštěvovala univerzitní kurzy ve studiu Literatur und Theater. Od roku 1999 studovala kreativní psaní a kulturní žurnalistiku na univerzitě v Hildesheimu. Ještě během studia získala za krátké povídky několik cen v soutěži časopisu Allegra a v dolnosaské literární soutěži Junge Literatur. Její debutová sbírka povídek Liebesperlen (Cukrové perličky) vyšla v roce 2001. V roce 2004 vyšel její první román Erste Hilfe (První pomoc). Její román Was man von hier aus sehen kann (Co je odtud vidět) z roku 2017 se držel 65 týdnů na žebříčku bestsellerů časopisu Spiegel a získal titul „Lieblingsbuch der Unabhängigen“ (Nejoblíbenější kniha nezávislých knihkupců).
Mariana Leky žije v Berlíně a Kolíně nad Rýnem. V září 2021 byla hostem německojazyčného programu Das Buch na veletrhu Svět knihy, kde představila svůj román Was man von hier aus sehen kann, jejž v roce 2021 v českém překladu Marty Eich vydalo nakladatelství Prostor pod názvem Co je odtud vidět.

### Ocenění
- 1999: čestná cena za povídku Mehr nicht (Nic více) v rámci dolnosaské literární soutěže Junge Literatur
- 2000: 3. místo v literární soutěži časopisu Allegra za povídku Liebesperlen (Perly lásky)
- 2002/2003: stipendium mezinárodního domu umělců Villa Concordia v Bambergu
- 2005: cena spolkové země Severní Porýní-Falcko pro mladé umělce
- 2017: nejoblíbenější kniha nezávislých knihkupců Was man von hier aus sehen kann (Co je odtud vidět)
- 2018: literární cena města Bad Schwartau Via Communis za román Was man von hier aus sehen kann
- 2018: literární Comburg-Stipendium za román Was man von hier aus sehen kann

### Publikace
- Jahrmarkt, v: Literaturblatt für Baden und Württemberg, únor 1999
- Mehr nicht, v: Die Horen, svazek 4. / 1999
- Liebesperlen, v: Allegra, listopad 2000
- Jetzt machen wir das immer, v: BELLA triste, Nr. 0, podzim 2001
- Lebensversicherung, v: Kölner Stadt-Anzeiger, 8./9. září 2001
- Mit Vergnügen, v: Petra, září 2001
- Liebesperlen, DuMont, Kolín nad Rýnem, 2001, 2010
- Sylvesters Dramen, t: BELLA triste, č. 7, podzim 2003
- Erste Hilfe, DuMont, Kolín nad Rýnem, 2004
- Schwindel, rozhlasová hra, WDR, 2005 (první vysílání 2. srpna 2005)
- Die Herrenausstatterin, DuMont, Kolín nad Rýnem, 2010
- Der Aufzug, rozhlasová hra, WDR, 2013
- Was man von hier aus sehen kann, DuMont, Kolín nad Rýnem, 2017. Česky: Co je odtud vidět. V překladu Marty Eich vydalo nakladatelství Prostor, 2021.[8]